# Drukarnia Hochfedera
Drukarnia Hochfedera – pierwsza stała drukarnia na terenie Polski prowadzona w Krakowie w latach 1503–1505 przez Kaspra Hochfedera.
Niemiecki drukarz Kasper Hochfeder, działający w Metzu w latach 1498–1501(?), drukował tam książki na zamówienie Jana Hallera (m.in. Questiones de anima Jana z Głogowa). Przed 1503 Hochfeder przeniósł się do Krakowa, gdzie prowadził własną drukarnię. Działała ona w latach 1503–1505 w domu Jana Hallera. We wrześniu 1505 drukarnię przejął Haller, zaś Hochfeder pracował w niej jeszcze do 1508 lub 1509. W drukarni Hochfedera ukazały 32 książki, głównie podręczniki uniwersyteckie sztuk wyzwolonych oraz księgi liturgiczne (m.in. Missale Vratislaviense, 1505).